# David Mirkin
David Mirkin, född 18 september 1955 i Philadelphia i Pennsylvania, är en amerikansk film- och TV-regissör, manusförfattare, och film- och TV-producent. Han har studerat filmvetenskap på Loyola Marymount University i Los Angeles, och har vunnit ett flertal Emmy Awards, samt en Peabody Award för sitt arbete i olika produktioner.
Mirkin har sedan år 1993 varit delaktig i arbetet kring TV-serien Simpsons, där han var exekutiv producent mellan den femte och sjätte säsongen. Han skrev även manuset till denna TV-series långfilm år 2007, där han bland annat samarbetade med andra Simpsonskollegor som Matt Groening och James L. Brooks. Han har också regisserat filmerna Romy & Michele – blondiner har roligare från 1997 och Heartbreakers från 2001.

## Filmografi (i urval)

### Filmer
- 1997 – Romy & Michele – blondiner har roligare
- 2001 – Heartbreakers
- 2007 – The Simpsons: Filmen
- 2012 – The Longest Daycare

### TV-serier
- 1983–1984 – Three's Company (TV-serie)
- 1986 – It's Garry Shandling's Show (TV-serie)
- 1987 – The Tracey Ullman Show (TV-serie)
- 1992 – The Larry Sanders Show (TV-serie) (även 1998)
- 1993–nutid – Simpsons (TV-serie)